# Championnats panaméricains juniors d'athlétisme 2001
Navigation
Champ. panaméricains juniors 1999 Champ. panaméricains juniors 2003
Les 11es Championnats panaméricains juniors d'athlétisme ont eu lieu à Santa Fe en Argentine, du 18 au 20 octobre 2001.

## Podiums

### Hommes
| Épreuve | Or                                                                   | Or             | Argent                                                            | Argent         | Bronze                                                                  | Bronze         |
| --- | -------------------------------------------------------------------- | -------------- | ----------------------------------------------------------------- | -------------- | ----------------------------------------------------------------------- | -------------- |
| 100 m | Marc Burns Trinité-et-Tobago                                         | 10 s 28        | Darrel Brown Trinité-et-Tobago                                    | 10 s 49        | Steve Mullings Jamaïque                                                 | 10 s 59        |
| 200 m | Alianny Echevarría Cuba                                              | 21 s 16        | Bruno Pacheco Brésil                                              | 21 s 38        | Dion Rodriguez Trinité-et-Tobago                                        | 21 s 43        |
| 400 m | Damion Barry Trinité-et-Tobago                                       | 46 s 40        | Luís Ambrósio Brésil                                              | 47 s 09        | John Valoyes Colombie                                                   | 47 s 48        |
| 800 m | Simoncito Silvera Venezuela                                          | 1 min 50 s 95  | Juan Luis Barrios Mexique                                         | 1 min 51 s 97  | Shaun Smith Jamaïque                                                    | 1 min 52 s 88  |
| 1 500 m | Fabiano Peçanha Brésil                                               | 3 min 50 s 38  | Juan Luis Barrios Mexique                                         | 3 min 51 s 16  | José Manuel González Venezuela                                          | 3 min 54 s 63  |
| 5 000 m | Fernando Fernandes Brésil                                            | 14 min 34 s 15 | Franck de Almeida Brésil                                          | 14 min 35 s 34 | Antonio Cortez Mexique                                                  | 14 min 35 s 75 |
| 10 000 m | Franck de Almeida Brésil                                             | 30 min 28 s 73 | Antonio Cortez Mexique                                            | 31 min 04 s 38 | Miguel Bárzola Argentine                                                | 31 min 07 s 09 |
| 3 000 m steeple | Mariano Mastromarino Argentine                                       | 9 min 04 s 54  | Fernando Fernandes Brésil                                         | 9 min 06 s 89  | José Rojas Venezuela                                                    | 9 min 23 s 64  |
| 110 m haies | Thiago Dias Brésil                                                   | 14 s 24        | Diego Morán Argentine                                             | 15 s 04        | Luis López Leyva Mexique                                                | 15 s 16        |
| 400 m haies | José Ferrín Équateur                                                 | 53 s 05        | Miguel Oyarce Chili                                               | 53 s 16        | Josh Guggenheimer Canada                                                | 53 s 50        |
| Saut en hauteur | Lisvany Pérez Cuba                                                   | 2,18 m         | Keith Moffatt États-Unis                                          | 2,18 m         | Jason Hill États-Unis                                                   | 2,15 m         |
| Saut à la perche | Jorge Naranjo Chili                                                  | 5,30 m         | José Francisco Nava Chili                                         | 5,20 m         | Fábio da Silva Brésil                                                   | 5,15 m         |
| Saut en longueur | Cleavon Dillon Trinité-et-Tobago                                     | 7,77 m         | Thiago Dias Brésil                                                | 7,59 m         | Allen Simms États-Unis                                                  | 7,56 m         |
| Triple saut | Yoandri Betanzos Cuba                                                | 16,47 m        | Jefferson Sabino Brésil                                           | 15,89 m        | Ibrahim Camejo Cuba                                                     | 15,75 m        |
| Lancer du poids | Jeff Chakouian États-Unis                                            | 19,92 m        | Edmundo Martínez Venezuela                                        | 16,94 m        | Gustavo de Mendonça Brésil                                              | 16,68 m        |
| Lancer du disque | Héctor Hurtado Venezuela                                             | 52,90 m        | Germán Lauro Argentine                                            | 50,14 m        | Gustavo de Mendonça Brésil                                              | 49,53 m        |
| Lancer du marteau | Fabián Di Paolo Argentine                                            | 65,04 m        | Lucas Andino Argentine                                            | 62,70 m        | Luis García Mexique                                                     | 60,37 m        |
| Lancer du javelot | Trevor Snyder Canada                                                 | 74,06 m        | Alexon Maximiano Brésil                                           | 70,68 m        | Pablo Alfano Argentine                                                  | 67,74 m        |
| Décathlon | Ivan da Silva Brésil                                                 | 7 107 pts      | André Salvino Brésil                                              | 6 282 pts      | Patrick Russell Trinité-et-Tobago                                       | 6 275 pts      |
| 10 000 m marche | Horacio Nava Mexique                                                 | 43 min 33 s 92 | Andrés Chocho Équateur                                            | 43 min 58 s 89 | Rafael dos Anjos Duarte Brésil                                          | 44 min 08 s 41 |
| 4 × 100 m | Brésil André Oliveira Bruno Campos Basílio de Morães Bruno Pacheco   | 40 s 33        | Jamaïque Asafa Powell Steve Mullings Winston Smith Orlando Reid   | 40 s 36        | Trinité-et-Tobago Dion Rodriguez Marc Burns Dwight Neptune Darrel Brown | 40 s 37        |
| 4 × 400 m | Brésil Luiz da Silveira Luís Ambrósio Bruno Pacheco Luíz de Oliveira | 3 min 10 s 98  | Venezuela José Acevedo Olwin Granados Luis Luna Simoncito Silvera | 3 min 14 s 06  | Jamaïque Carlington Marsh Lansford Spence Shaun Smith Greg Little       | 3 min 17 s 66  |
| Records et Performances - AR : Record continental (area record) - CR : Record des championnats (championship record) - MR : Record du meeting (meet record) - NR : Record national (national record) - OR : Record olympique (olympic record) - PR : Record paralympique (paralympic record) - PB : Record personnel (personal best) - SB : Meilleure performance personnelle de la saison (season's best) - WL : Meilleure performance mondiale de l'année (world leader) - WJR : Record du monde junior (world junior record) - WR : Record du monde (world record) Circonstances et Conditions - DNF : N'a pas terminé (did not finish) - DNS : N'a pas pris le départ (did not start) - DQ : Disqualification (disqualification) - NM : Aucun essai valable enregistré (No Mark) - Q : Qualifié « directement » au prochain tour (ou à la prochaine compétition), lors d'une compétition majeure, grâce au classement ou à la réalisation des minima (automatic qualifier) - q : Qualifié au prochain tour (ou à la prochaine compétition), lors d'une compétition majeure, grâce au repêchage ou à la réalisation de l'une des meilleures performances parmi celles des « non qualifiés directement » (grâce au meilleur temps ou à la meilleure distance par exemple) (secondary qualifier) |                                                                      |                |                                                                   |                |                                                                         |                |

### Femmes
| Épreuve | Or                                                                          | Or             | Argent                                                                       | Argent         | Bronze                                                               | Bronze                         |
| --- | --------------------------------------------------------------------------- | -------------- | ---------------------------------------------------------------------------- | -------------- | -------------------------------------------------------------------- | ------------------------------ |
| 100 m | Thatiana Ignácio Brésil                                                     | 11 s 54        | Ashley Purnell Canada                                                        | 11 s 93        | Evelyn dos Santos Brésil                                             | 11 s 94                        |
| 200 m | Norma González Colombie                                                     | 23 s 88 w      | Ashley Purnell Canada                                                        | 23 s 97 w      | Melisa Murillo Colombie                                              | 24 s 28 w                      |
| 400 m | Norma González Colombie                                                     | 53 s 38        | Patricia Mayers Canada                                                       | 54 s 41        | Sheryl Morgan Jamaïque                                               | 54 s 74                        |
| 800 m | Janill Williams Antigua-et-Barbuda                                          | 2 min 13 s 36  | Jennifer Kemp Canada                                                         | 2 min 15 s 20  | Jorgelina Litterini Argentine                                        | 2 min 16 s 54                  |
| 1 500 m | Adriana Muñoz Cuba                                                          | 4 min 36 s 73  | Evelyn Guerra Panama                                                         | 4 min 41 s 34  | Yolanda Caballero Colombie                                           | 4 min 42 s 64                  |
| 3 000 m | Inés Melchor Pérou                                                          | 10 min 11 s 50 | Karina Pérez Mexique                                                         | 10 min 13 s 45 | Evelyn Guerra Panama                                                 | 10 min 14 s 40                 |
| 5 000 m | Janill Williams Antigua-et-Barbuda                                          | 17 min 22 s 13 | Inés Melchor Pérou                                                           | 17 min 28 s 18 | María Elena Valencia Mexique                                         | 17 min 32 s 51                 |
| 100 m haies | Ashley Purnell Canada                                                       | 14 s 29        | Brigitte Merlano Colombie                                                    | 14 s 65        | Lucila Contreras Mexique                                             | 15 s 14                        |
| 400 m haies | Perla dos Santos Brésil                                                     | 56 s 52        | Yusmelis García Cuba                                                         | 59 s 59        | Lucy Jaramillo Équateur                                              | 59 s 82                        |
| Saut en hauteur | Kristen Matthews Canada                                                     | 1,77 m         | Shaunette Davidson Jamaïque Caterine Ibargüen Colombie                       | 1,77 m         | Pas d'autre médaille attribuée                                       | Pas d'autre médaille attribuée |
| Saut à la perche | Lacy Janson États-Unis                                                      | 3,85 m         | Kelsie Hendry Canada                                                         | 3,85 m         | María Paz Ausín Chili                                                | 3,85 m                         |
| Saut en longueur | Fernanda Gonçalves Brésil                                                   | 6,10 m         | Jennifer Arveláez Venezuela                                                  | 5,98 m         | Keila Costa Brésil                                                   | 5,97 m                         |
| Triple saut | Mabel Gay Cuba                                                              | 13,63 m        | Keila Costa Brésil                                                           | 13,55 m        | Jennifer Arveláez Venezuela                                          | 13,24 m                        |
| Lancer du poids | Jillian Camarena États-Unis                                                 | 15,90 m        | Yanira Hurtado Venezuela                                                     | 14,17 m        | Kate Forbes Canada                                                   | 14,05 m                        |
| Lancer du disque | Melissa Bickett États-Unis                                                  | 49,36 m        | Arelis Quiñones Colombie                                                     | 46,09 m        | Karina Díaz Équateur                                                 | 44,50 m                        |
| Lancer du marteau | Yunaika Crawford Cuba                                                       | 63,20 m        | Jennifer Dahlgren Argentine                                                  | 57,18 m        | Alessandra Peixoto Brésil                                            | 54,39 m                        |
| Lancer du javelot | Ana Gutiérrez Mexique                                                       | 49,23m         | Leryn Franco Paraguay                                                        | 47,28 m        | Lirice González Cuba                                                 | 45,90 m                        |
| Heptathlon | Valeria Steffens Chili                                                      | 4 956 pts      | Katiusca Venâncio Brésil                                                     | 4 915 pts      | Thaimara Rivas Venezuela                                             | 4 832 pts                      |
| 10 000 m marche | Cristina López Salvador                                                     | 51 min 41 s 9  | Alessandra Picagevicz Brésil                                                 | 52 min 03 s 9  | Ariana Quino Bolivie                                                 | 52 min 06 s 6                  |
| 4 × 100 m | Brésil Renata Sampaio Alessandra Joaquim Thatiana Ignâcio Evelyn dos Santos | 45 s 36        | Jamaïque Shaunette Davidson Pete-Gaye Beckford Tracy-Ann Rowe Diane Dietrich | 46 s 78        | Colombie Sonia Petty Norma González Caterine Ibargüen Melisa Murillo | 46 s 89                        |
| 4 × 400 m | Brésil Perla dos Santos Francinete Araujo Evelyn dos Santos Joyce Prieto    | 3 min 45 s 84  | Jamaïque Shauna-Kay Campbell Pete-Gaye Beckford Tracy-Ann Rowe Sheryl Morgan | 3 min 53 s 16  | Canada Tara Halls Julia Howard Brianna Fitzpatrick Patricia Mayers   | 3 min 55 s 00                  |
| Records et Performances - AR : Record continental (area record) - CR : Record des championnats (championship record) - MR : Record du meeting (meet record) - NR : Record national (national record) - OR : Record olympique (olympic record) - PR : Record paralympique (paralympic record) - PB : Record personnel (personal best) - SB : Meilleure performance personnelle de la saison (season's best) - WL : Meilleure performance mondiale de l'année (world leader) - WJR : Record du monde junior (world junior record) - WR : Record du monde (world record) Circonstances et Conditions - DNF : N'a pas terminé (did not finish) - DNS : N'a pas pris le départ (did not start) - DQ : Disqualification (disqualification) - NM : Aucun essai valable enregistré (No Mark) - Q : Qualifié « directement » au prochain tour (ou à la prochaine compétition), lors d'une compétition majeure, grâce au classement ou à la réalisation des minima (automatic qualifier) - q : Qualifié au prochain tour (ou à la prochaine compétition), lors d'une compétition majeure, grâce au repêchage ou à la réalisation de l'une des meilleures performances parmi celles des « non qualifiés directement » (grâce au meilleur temps ou à la meilleure distance par exemple) (secondary qualifier) |                                                                             |                |                                                                              |                |                                                                      |                                |

## Tableau des médailles
| Rang | Nation             | Or | Argent | Bronze | Total |
| ---- | ------------------ | -- | ------ | ------ | ----- |
| 1    | Brésil             | 12 | 11     | 7      | 30    |
| 2    | Cuba               | 6  | 1      | 2      | 9     |
| 3    | États-Unis         | 4  | 1      | 2      | 7     |
| 4    | Canada             | 3  | 5      | 3      | 11    |
| 5    | Trinité-et-Tobago  | 3  | 1      | 3      | 7     |
| 6    | Mexique            | 2  | 4      | 5      | 11    |
| 7    | Venezuela          | 2  | 4      | 4      | 10    |
| 8    | Argentine          | 2  | 4      | 3      | 9     |
| 9    | Colombie           | 2  | 3      | 4      | 9     |
| 10   | Chili              | 2  | 2      | 1      | 5     |
| 11   | Antigua-et-Barbuda | 2  | 0      | 0      | 2     |
| 12   | Équateur           | 1  | 1      | 2      | 4     |
| 13   | Pérou              | 1  | 1      | 0      | 2     |
| 14   | Salvador           | 1  | 0      | 0      | 1     |
| 15   | Jamaïque           | 0  | 4      | 4      | 8     |
| 16   | Panama             | 0  | 1      | 1      | 2     |
| 17   | Paraguay           | 0  | 1      | 0      | 1     |
| 18   | Bolivie            | 0  | 0      | 1      | 1     |

## Source
- (en) Cet article est partiellement ou en totalité issu de l’article de Wikipédia en anglais intitulé « 2001 Pan American Junior Athletics Championships » (voir la liste des auteurs).